# Ruja poporodowa
Ruja poporodowa – występuje u gryzoni, jest to okres ok. 2-3 dni po urodzeniu młodych przez matkę (tak jak w przypadku suwaka mongolskiego), na ten czas (ok. 2 dni przed porodem i 2 dni po nim) trzeba odseparować samca. Po tym okresie można go znowu dopuścić do wychowywania młodych. 
Dopuszczenie do kopulacji w okresie rui poporodowej jest niebezpieczne dla zdrowia i życia samiczki, gdyż może nie starczyć jej sił i pokarmu na wychowywanie dwóch miotów, lub sprawić, że matka zaniedba miot, co jest niepożądane w hodowli.